# Fernsehturm Küçük Çamlıca
Der Fernsehturm Küçük Çamlıca (türkisch Küçük Çamlıca TV-Radyo Kulesi) ist der im Juni 2021 eröffnete neue Fernsehturm der türkischen Stadt Istanbul. Er ist mit seiner endgültigen Höhe von 369 Metern das höchste Bauwerk in der Türkei. Zudem gehört er damit zu den höchsten Fernsehtürmen weltweit. Der Turm steht auf dem 218 Meter hohen Küçük-Çamlıca-Hügel im asiatischen Teil der türkischen Metropole und soll neben der Funktion als Aussichtsturm besonders als Sendeanlage für digitales Fernsehen und Rundfunk wirken sowie als Sendestation für Mobilfunknetze und für weitere Dienste fungieren.

## Geschichte

### Planung
Der Vorschlag zum aktuellen Bau des neuen Fernsehturms geht auf die 2000er Jahre zurück. Zweck  des Bauvorhabens ist es, die zahlreichen Sendemasten auf dem Çamlıca-Hügelrücken in einem Turm zu konzentrieren und die starke visuelle Beeinträchtigung durch den Rückbau dieser Stahlfachwerktürme aufzulösen. Einen ersten Entwurf eines Fernsehturmes von 174 Metern hatte der damalige Bürgermeister Nurettin Sözen unterstützt. Trotz mehrfacher Ausschreibung fand sich kein Unternehmen, welches das Vorhaben ausführen konnte. Auch Recep Tayyip Erdoğan, der Nurettin Sözens Nachfolger als Oberbürgermeister von Istanbul war, versuchte in seiner Zeit als Ministerpräsident das gescheiterte Projekt wiederaufleben zu lassen. Unter dem damaligen Bürgermeister Kadir Topbaş wurde das Vorhaben schließlich ein weiteres Mal aufgegriffen. Am 10. Dezember 2009 unterzeichneten aus dem Grund die Stadtverwaltung von Istanbul und das Verkehrsministerium eine Absichtserklärung, die Radio- und Fernsehsender in einem einzigen Turm für die terrestrisch-digitalen Sender zu vereinen. Mit Billigung der Metropolregierung trat der Beschluss am 19. März 2010 in Kraft. Am 5. September 2011 wurde der Architekturwettbewerb beendet. Auf Beschluss des Rates der Metropolregion Istanbul wurde das Bauvorhaben vom ursprünglich geplanten Büyük-Çamlıca-Hügel auf den benachbarten und kleineren Küçük-Çamlıca-Hügel verlegt.
Die ursprüngliche Höhe des Fernsehturms war vom Architekturbüro noch auf 340 Meter veranschlagt. Ein Entwurf, der schlussendlich den 2. Platz im Wettbewerb belegte, sah vor, den Turm entlang vier mächtiger Pfeiler empor wachsen zu lassen, der über Querverbünde in vier Bereichen stabilisiert wäre und mit einer netzartigen Struktur eine kurvige Außenform haben sollte.
Mit der Fertigstellung des neuen Fernsehturms würden insgesamt über 20 Sendeanlagen im gesamten Stadtgebiet überflüssig werden. Trotz dieser erheblichen Ersparnis kann der neue Turm nicht den gesamten Bedarf an Sendetechnik der Metropole abdecken. Aus diesem Grund ist in einer weiteren Projektphase geplant, zwei weitere Fernsehtürme zu errichten. Über die Art der Ausgestaltung wurde bisher nicht entschieden. Das Projekt zum neuen Fernsehturm steht im Zusammenhang mit über 50 angedachten, bereits im Bau befindlichen beziehungsweise kürzlich abgeschlossenen Großprojekten in Istanbul, die in den 2000er und 2010er Jahren in der Realisierung sind oder waren. Ein prominentes Großbauprojekt war der Neubau des Flughafens Istanbul.

### Bau

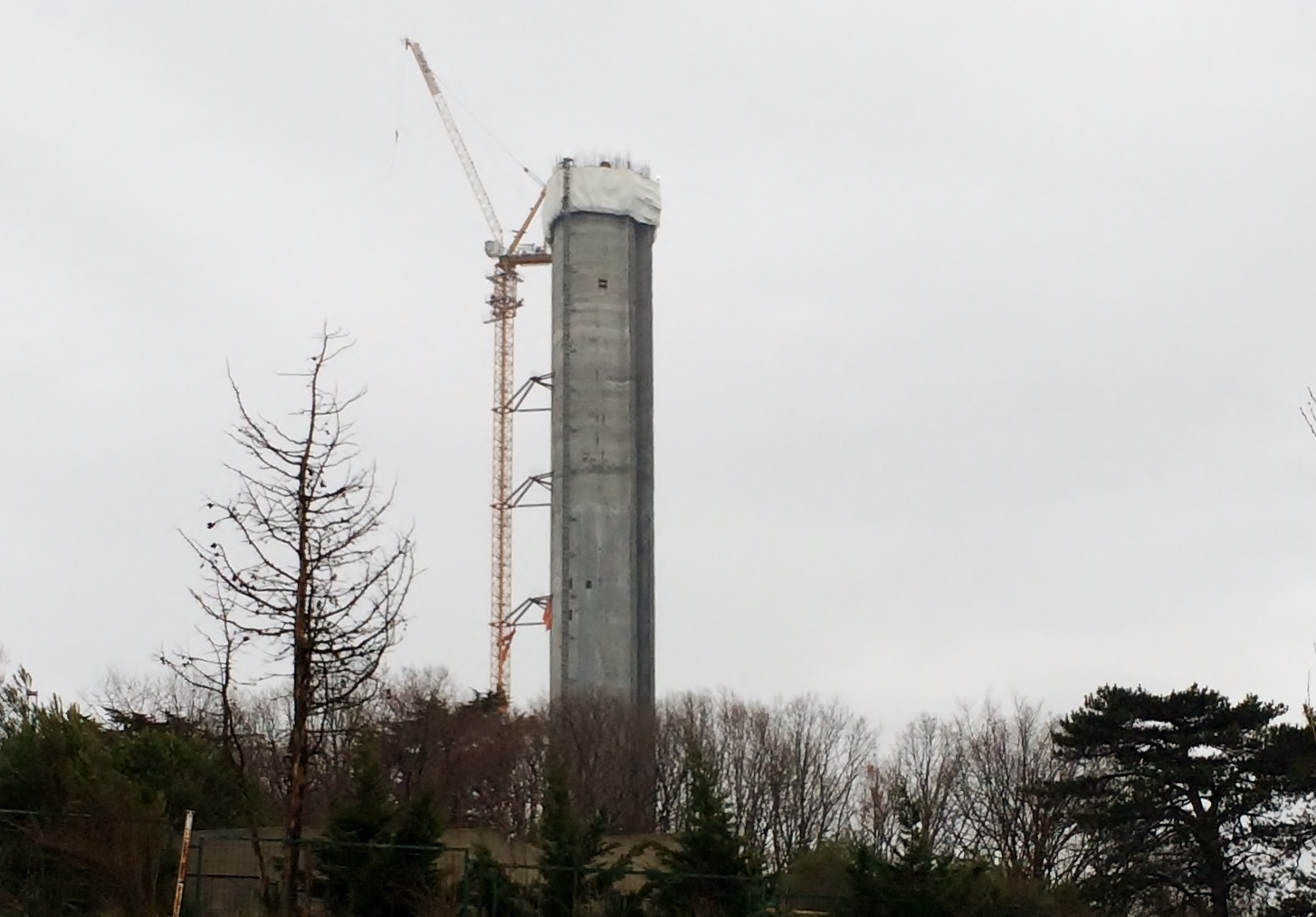
Baufortschritt Februar 2017

Baubeginn des Fernsehturm Küçük Çamlıca war am 1. März 2016. Die ausführende Baufirma war Sarıdağlar İnşaat. Das Büro Balkar Civil Engineering hat den Bau ingenieurstechnisch begleitet.
Die Gründungstiefe des Turms liegt bei etwa 20 Metern. Der verwendete Beton hat die Festigkeitsklasse C60, der bewehrte Stahl die Güte S420, für den strukturell eingesetzten Stahl wurde die Güte S355JR verwendet. Im April 2018 wurde die Spitze des Antennenträgers aufgesetzt, und der Turm erreichte damit seine endgültige Höhe. In einem letzten Bauabschnitt wird die Auswölbung um den unteren Teil des Schaftes realisiert.

## Beschreibung

### Aufbau und Fundament
Der Fernsehturm gliedert sich baulich in die drei Hauptbereiche eines bewehrten Stahlbetonschaftes, eines Übergangsbereichs, der diesen Turmschaft teilweise umschließt und den Turmkorb beinhaltet, sowie ab 220,5 Metern einen 1400 Tonnen schweren Stahl-Antennenträger.
Der Turm gründet auf einem Ringfundament von 2,90 Meter Stärke und einem Durchmesser von 60,80 Metern. Die vier unterirdischen Geschosse ragen bis 18 Meter in den Boden; das gesamte Bauwerk ragt bis 22,30 Metern in den Boden. Die unterirdische Konstruktion bildet im Längsschnitt ein zum Erdboden aufspreizendes Trapez. Dort untergebracht sind vor allem technische Anlagen des Bauwerks.

### Turmschaft und -korb

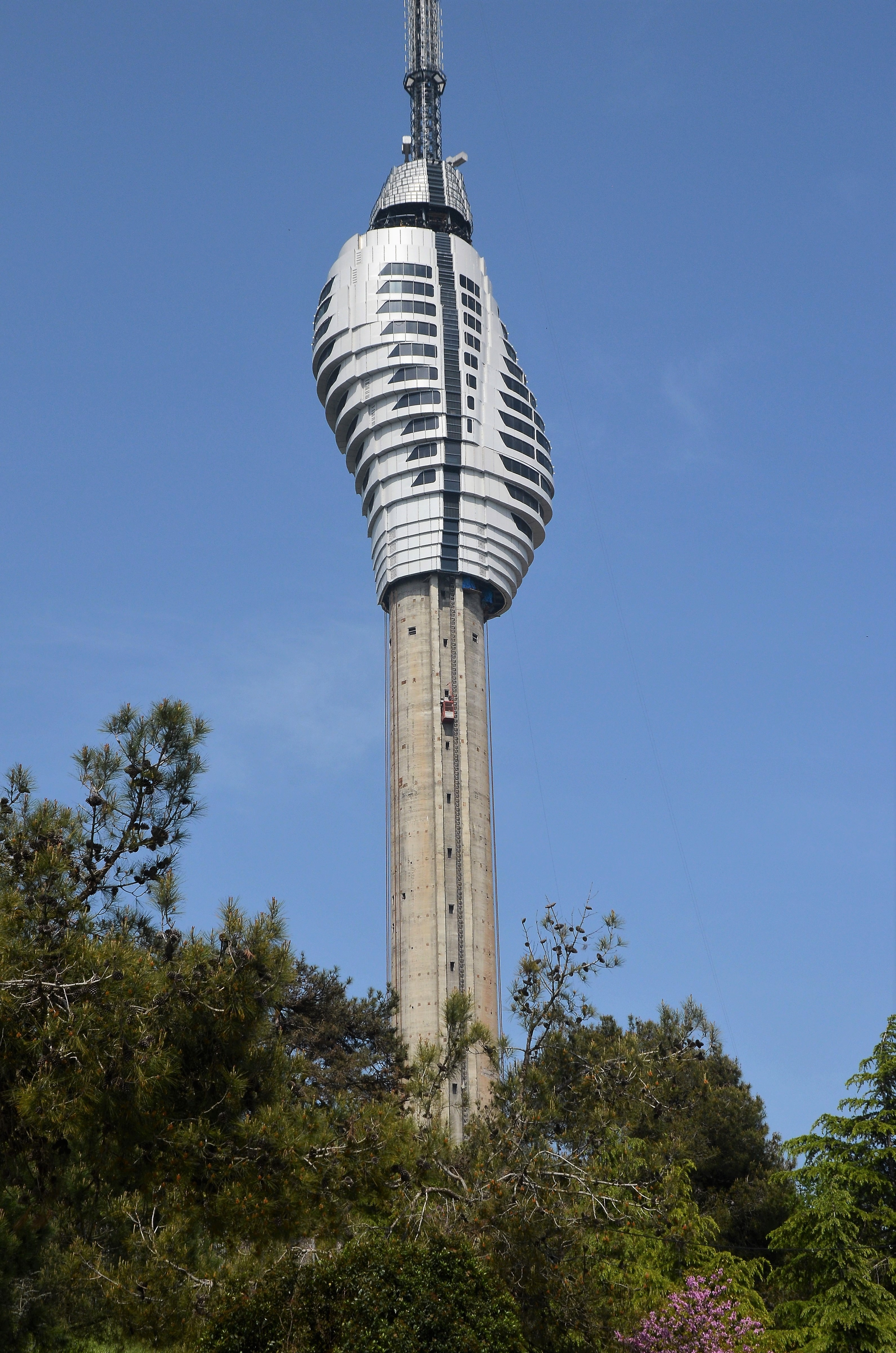
Baufortschritt April 2019

In der Eingangshalle des Turmfußes sollen neben einer Bücherei auch Ausstellungsräume untergebracht werden. Im Turm befinden sich drei Aufzüge, welche Personal und Besucher befördern. Zwei dieser Aufzüge sind Panoramaaufzüge, sie verlaufen an der Außenseite des Schaftes. Zu den vier unterirdischen Geschossen gliedert sich der Schaft in 49 oberirdische Geschossbereiche, die jeweils eine Deckenhöhe von knapp 4,50 Meter aufweisen.
Der Turmschaft, der den Kern der Konstruktion bildet, ist von einer asymmetrischen metallisch wirkende Hülle umgeben, die dem Turm eine amorph-organische Gestalt verleiht, die in unterschiedlichen Schnittdarstellungen elliptisch-geschwungene Kurven ergeben. Im unteren Teil des Turmschafts ist diese noch leicht nach außen gewölbt, während die Form zum Turmkorb hin stärker gewölbt ist und unterhalb vom Fußpunkt des Antennenträgers aufhört. Die Auswölbungen des unteren Schaftbereiches zwischen 60 und 87 Meter beherbergen Antennenplattformen, unter anderem für Richtfunkantennen.
Der Turmkorb beherbergt dreizehn Stockwerke, die sich zwischen 145 Meter und 196,5 Meter Höhe befinden. Für Besucher öffentlich sind zwei Aussichtsplattformen auf 148 und 153 Meter Höhe (33. und 34. Obergeschoss). In der oberen Plattform soll sich ein Café befinden und zusätzlich im 40. Geschoss auf 185,5 Meter ein Turmrestaurant. Oberhalb des Turmkorbes, ebenfalls in der Außenhülle visuell verborgen, befinden sich drei Antennenplattformen, an denen sich oberhalb der Antennenträger fortsetzt.

## Sendefunktion
Hauptzweck des neuen Fernsehturms ist es, die vielen Sendemasten auf den beiden Çamlıca-Hügeln zu ersetzen und damit der Verschandelung der Landschaft entgegenzuwirken. Aus diesem Grund hat der Turm eine Kapazität für bis zu 125 Sender. Auf dem benachbarten Büyük Çamlıca Tepesi befindet sich neben zahlreichen Sendemasten auch der 166 Meter hohe Fernsehturm Çamlıca, der in den Jahren 1972 bis 1976 erbaut wurde und etwa zwei Kilometer nördlich des neuen Fernsehturmes steht. Mit dem Rückbau der alten Antennenmasten und Sendetürme wird für das Jahr 2020 gerechnet.
Im europäischen Teil der Stadt steht der Fernsehturm Endem, gegen den am 10. März 2017 bei dichtem Nebel ein Hubschrauber stieß. Der Turm wird nicht mehr zur Signalübertragung genutzt.

## TV-Frequenzen
Seit Oktober 2020 werden im Fernsehturm Küçük Çamlıca weiterhin terrestrische analoge Fernsehübertragungen ausgestrahlt. Aufgrund der Trennung der terrestrischen Übertragungen von DMAX und TLC zum 1. Januar 2021 werden derzeit noch 17 Sender auf unserem Turm ausgestrahlt.
| Kanalnummer | Programm           | Video MHz | Audio MHz | System     | Teletext    | Stereo |
| ----------- | ------------------ | --------- | --------- | ---------- | ----------- | ------ |
| VHF 7       | NOW                | 189.25    | 194.75    | PAL CCIR-B | Nein        | Nein   |
| VHF 8       | a2                 | 196.25    | 201.75    | PAL CCIR-B | Nein        | Nein   |
| UHF 22      | A Haber            | 479.25    | 484.75    | PAL CCIR-G | Nein        | Nein   |
| UHF 23      | TRT 3-Spor/TBMM TV | 487.25    | 492.75    | PAL CCIR-G | TRT Telegün | Ja     |
| UHF 25      | TRT Çocuk          | 503.25    | 508.75    | PAL CCIR-G | TRT Telegün | Ja     |
| UHF 27      | 24                 | 519.25    | 524.75    | PAL CCIR-G | Nein        | Nein   |
| UHF 30      | NTV                | 543.25    | 548.75    | PAL CCIR-G | Nein        | Nein   |
| UHF 31      | atv                | 551.25    | 556.75    | PAL CCIR-G | Nein        | Nein   |
| UHF 32      | TV8                | 559.25    | 564.75    | PAL CCIR-G | Nein        | Nein   |
| UHF 34      | Kanal 7            | 575.25    | 580.75    | PAL CCIR-G | Nein        | Nein   |
| UHF 35      | TRT Haber          | 583.25    | 588.75    | PAL CCIR-G | TRT Telegün | Ja     |
| UHF 38      | Kanal D            | 607.25    | 612.75    | PAL CCIR-G | Nein        | Nein   |
| UHF 41      | Star TV            | 631.25    | 636.75    | PAL CCIR-G | Nein        | Nein   |
| UHF 43      | Habertürk          | 647.25    | 652.75    | PAL CCIR-G | Nein        | Nein   |
| UHF 45      | teve2              | 663.25    | 668.75    | PAL CCIR-G | Nein        | Nein   |
| UHF 47      | Show TV            | 679.25    | 684.75    | PAL CCIR-G | Nein        | Nein   |
| UHF 48      | TRT 1              | 687.25    | 692.75    | PAL CCIR-G | TRT Telegün | Ja     |

Am 1. Januar 2022 wurde mit der Entscheidung von RTÜK die aktuelle analoge Fernsehsendefrequenz im Fernsehturm Küçük Çamlıca auf den neuen UHF-Kanal 35 von TRT Haber (alte UHF-Kanal 51), auf den neuen UHF-Kanal 43 von Habertürk (alte UHF-Kanal 55) und auf den UHF-Kanal 45 von teve2 (alte UHF-Kanal 57) verschoben. Die 3 zu übertragenden Sender erfordern eine Frequenzanpassung bei alten Fernsehern und neuen Fernsehern mit analogem TV-Tuner.
Der Sender des Fernsehturm Küçük Çamlıca sendet auf 17 analogen Fernsehkanälen und kann in Bulgarien, Rumänien, der Ukraine, Russland, Griechenland und sogar Italien über Tropo-Ausbreitung oder seltene sporadische VHF3-Ausbreitung empfangen werden.